# Laurisilva de Madeira
La laurisilva de Madeira (Floresta Laurissilva da Ilha da Madeira, en portugués) es un lugar natural declarado Patrimonio de la Humanidad por la Unesco en el año 1999. Está considerado como una reliquia muy valiosa, por su tamaño y calidad, de la laurisilva, un tipo de bosque de laurel muy abundante en épocas pasadas y hoy prácticamente extinto. Se cree que es en un 90% un bosque primordial. El registro paleobotánico de la isla de Madeira revela que el bosque laurisilva existe en esta isla hace al menos 1,8 millones de años. Gran parte del bosque de laurisilva de la isla está incluido en el Parque natural de Madeira.

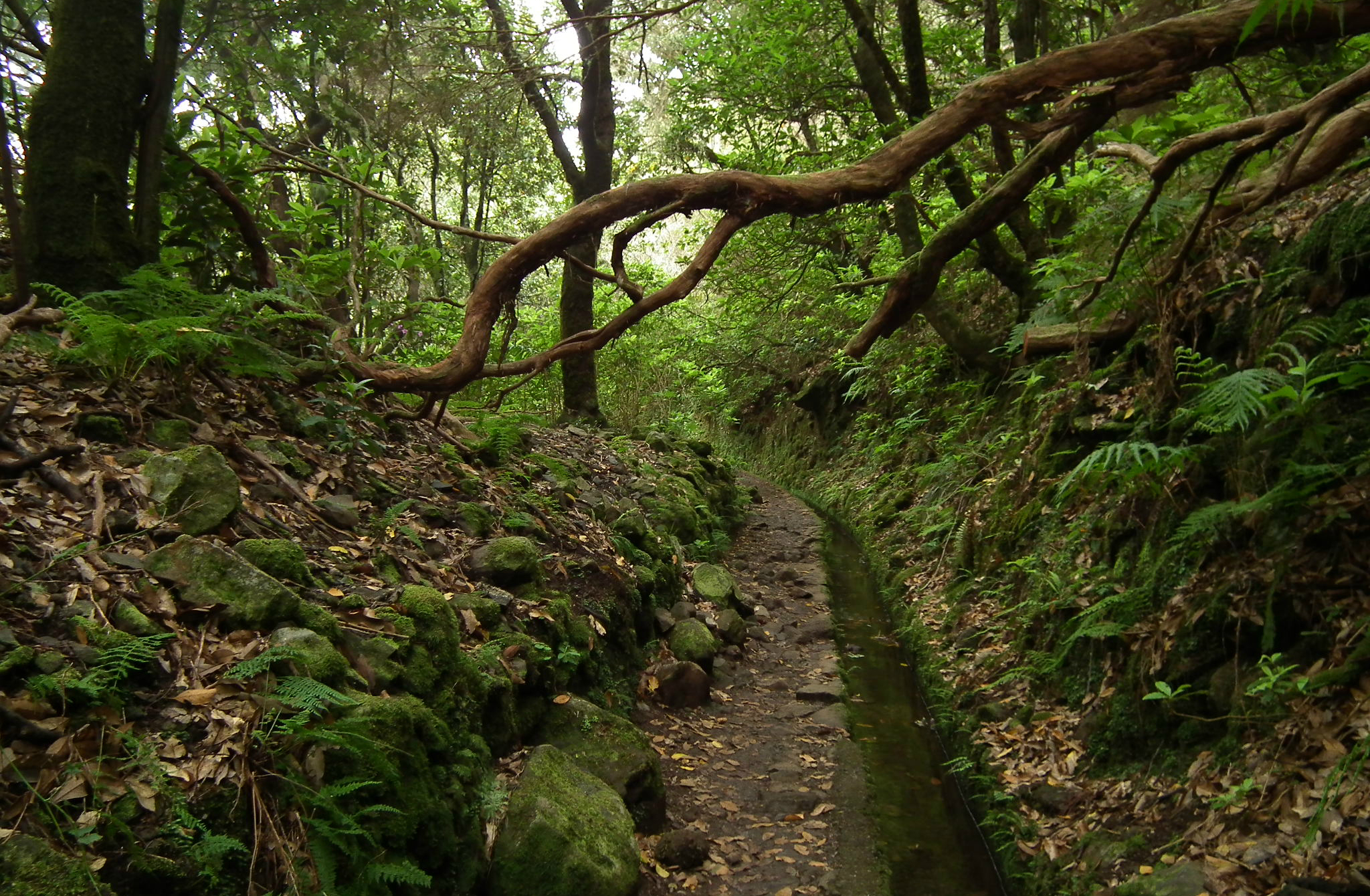
Vista de Laurisilva (Bosque de los Laureles).

La Unesco justificó la inclusión de este lugar dentro del patrimonio mundial precisamente por ser el resto más grande de laurisilva, en el pasado extendido por toda Europa y hoy prácticamente extinguido. Además, este tipo de bosque se considera un centro de biodiversidad de plantas y contiene numerosas especies endémicas, residuales y raras, especialmente de briófitos, helechos y plantas con flores; cabe destacar al respecto la lamiácea Teucrium abutiloides. También tiene una fauna invertebrada muy rica, figurando entre las especies endémicas de la isla, la paloma de Madeira.
La laurisilva de Madeira se encuentra en la isla principal del archipiélago (la isla de Madeira). Antes de la colonización cubría prácticamente toda la isla. Después fue quemada por los primeros colonos y actualmente se conservan 15.000 hectáreas de superficie de la isla, lo que se corresponde con un 20% de su extensión. Se concentra principalmente en la costa norte, en altitudes comprendidas entre los 300 y los 1.400 metros. En la costa sur, aparece en zonas de altitud comprendida entre los 700 y los 1.600 metros.
Aparte de esta laurisilva de Madeira, quedan restos de este tipo de bosque en los archipiélagos de las Azores y las Canarias; en Europa continental, solo queda una zona testimonial en el parque natural de los Alcornocales, en el extremo meridional de la península ibérica.